# Polacksbacken

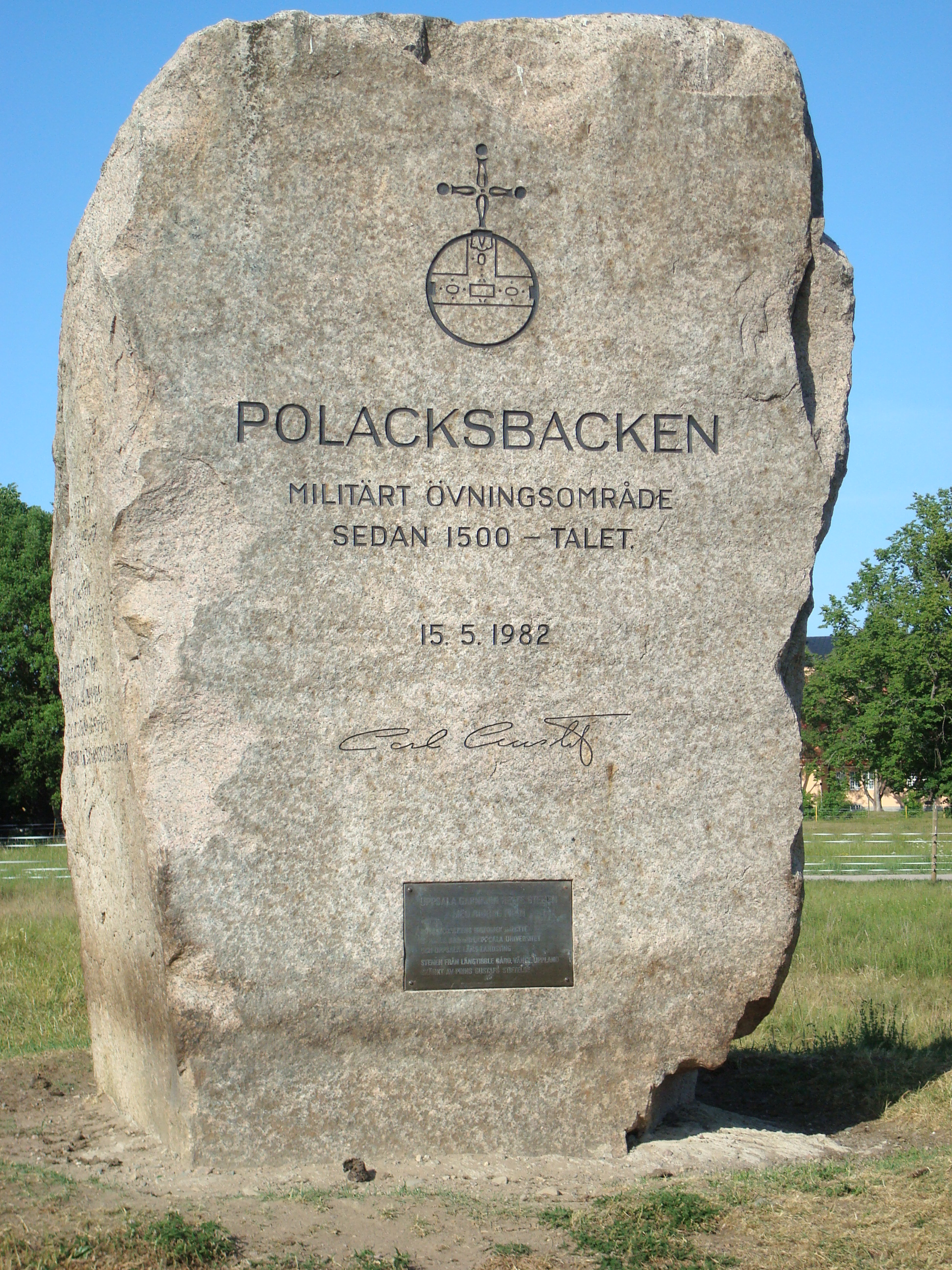
Minnessten rest över området samma år som nedläggningen. På skylten går bland annat att läsa att stenen är från Långtibble gård, Vänge, och skänkt av Prins Gustafs stiftelse. På övriga sidor finns fakta om de gamla regementena.

Polacksbacken (uttalas vanligen med betoningen på första stavelsen) är en stadsdel i Uppsala, väster om Fyrisån cirka 2 kilometer söder om centrum. Stadsdelen har fått sitt namn efter det militära området Polacksbacken som tidigare fanns norr om Ulleråker vid Dag Hammarskjölds väg.
I stadsdelen finns, i det numera nedlagda Upplands regementes kasernområde, Polacksbacken Företagspark, där flera gymnasieskolor har sina lokaler. Vid norra sidan av det gamla regementets exercisfält, i det kasernetablissemang som 1972-1983 användes av Arméns kompaniofficersskola, ligger en forsknings- och företagspark Uppsala Science Park. 
I väster avgränsas området av Dag Hammarskjölds väg mot Kåbo och Rosendal och i söder av Kungsängsleden mot Ulleråker.

## Före detta militära området
Det finns flera teorier om namnet Polacksbackens ursprung. En är att det under Johan III:s tid ofta låg trupp från Polen, som då ingick i den reguljära svenska krigsmakten, förlagda här. En annan är den Johannes Schefferus beskriver i sin Upsalia från år 1666 att polska soldater under kung Sigismund slagit läger på platsen – Sigismund blev kung 1587, i Polen, och 1594 även i Sverige. En tredje version är att polackerna varit förlagda på Uppsala slott men sedan blivit utdrivna därifrån och förvisade till höjden mellan slottet och Kronparken. Oavsett vilken historia som är den rätta finns dokumenterat att Uppsala redan 1545 hade ett tjugotal knektar med årslön som var bosatta i Uppsala. 

### Regementet
På området fanns fram till 1982 Upplands regemente. Nuvarande kasernbyggnader är uppförda 1909–1912 och ritade av arkitekten Victor Bodin men redan 1906 hade spårvagnslinjen dragits fram till Dragonhörnet. Intill exercisfältet låg en dansbana för beväringar och stamanställda. På området stod år 1754 värdshuset Eklundshof (känt från Gluntarna) färdigt som fram till utskänkningsförbudet 1885 var välbesökt av allmänheten. Därefter skänktes det till försvarsmakten för att fungera som mäss för regementets officerare. År 1957 avvecklades Upplands regemente och istället flyttade Signalregementet in i de ljusröda kasernerna vid östra sidan av Exercisfältet. 
Försvarsmakten lämnade kasernetablissementet 1982, då merparten av verksamheten omlokaliserades till Enköpings garnison.

### Universitetsområde

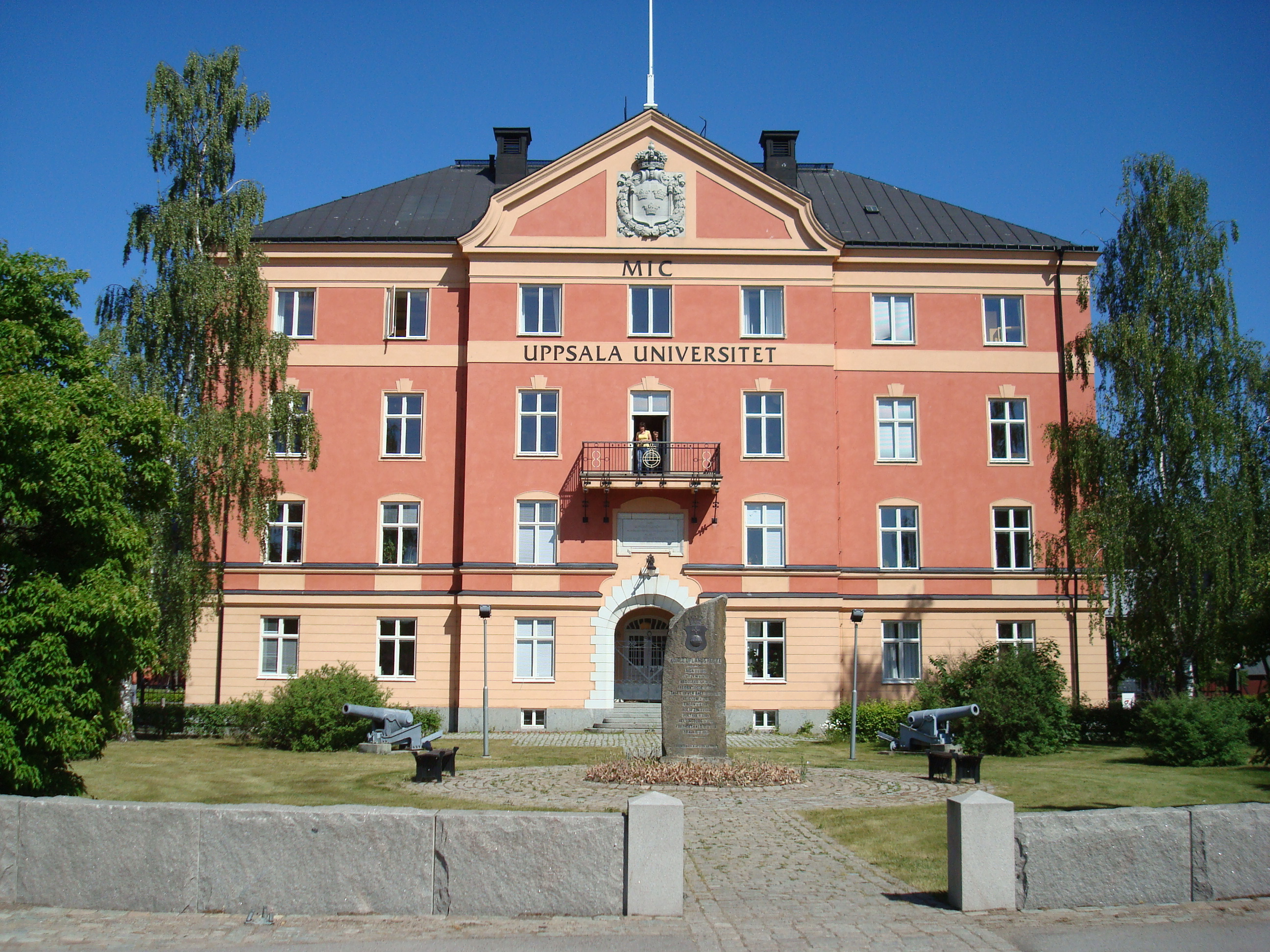
Det gamla regementets kanslihus (2008).

I den södra gruppen av gamla regementsbyggnader, vid östra sidan av Exercisfältet, huserade från mitten av 1980-talet och fram till år 2022 Uppsala universitets IT-institution i Informationsteknologiskt centrum (ITC). Under en period fanns även matematiska institutionen och avdelningen för systemteknik vid institutionen för materialvetenskap i lokalerna och området bar då namnet Matematiskt-informationsteknologiskt centrum (MIC). 
Bredvid kasernerna, på det gamla exercisfältet ligger sedan slutet på 1990-talet Ångströmlaboratoriet, där matematik, fysik och astronomi, teknikvetenskap och viss kemi har sina institutioner. Nära intill de stora kasernbyggnaderna ligger Uppsala teknolog- och naturvetarkårs hus Uthgård och restaurangen Rullan som drivs av Matikum. Namnet Matikum anspelar på namnet Matematikum.
Vid höstterminens början är detta område även "basen" för bland annat teknologernas och datalogernas mottagning för nya studenter. Under många år har Forsfestivalen gått av stapeln på området under sista veckan i april i samband med att större delen av båtarna till Forsränningen byggs. Flera sport- och musikevenemang anordnades då för studenterna. Bland vissa studenter och tidningen Techna användes under en tid namnet Pollax för att beteckna universitetsområdet.
Området förklarades 1993 till statligt byggnadsminne och sedan statliga bolaget Akademiska Hus övertagit byggnaderna övergick dessa 1995 till att bli byggnadsminne enligt kulturminneslagen.
Uppsala universitet har nu lämnat det gamla regementsområdet. Hösten 2020 flyttade NTI-gymnasiet och Procivitas till området och hösten 2023 planerar Lundellska skolan flytta in.

### Filminspelningsplats
Delar av tv-serien Någonstans i Sverige (1973) är inspelade på Polacksbacken. Även delar av Lasse Åberg-filmen Repmånad spelades in på dåvarande kasernområdet. I filmen kan man även se det stora exercisfältet där Ångströmlaboratoriet numera ligger.

### Natur
Vid Polacksbackens södra hörn ligger östra delen av Kronparkens naturreservat. Här finns en 1 km lång mountainbike-slinga. 
Vid det nordliga hörnet finns Kronåsen med Sten Sturemonumentet. Här finns picknickbord och eldplats. Strax nedanför ligger en koloniträdgård - Ruddamsdalens odlarförening. 
Gula stigen börjar vid Kronåsen mot Studenternas IP och leder över Exercisfältet, genom Kronparken och vidare mot Bäcklösa. 